# Bayan
Pour les articles homonymes, voir Bayan (homonymie).
Ne doit pas être confondu avec Bayan khan.
Bayan ou Bayan Ier (Bajan, Baian, Baïan) est un Khagan avar ; son règne débute entre 558 et 565, il serait mort selon René Grousset en 602. Il fixa le peuple avar, originaire d'Asie centrale, dans le khaganat avar en Europe centrale, centrée sur l'actuelle Hongrie.
Les dates exactes de son règne sont toutefois débattues, T Levicski date son règne de 565 à 602, G. Moravcsik de 568 à 582, et G. Cankova-Petkova pense qu'il était déjà Khagan en 558. Enfin, pour M.I. Artamonov il meurt en 630.
Poursuivi par les proto-Turcs, il décide de migrer vers les Carpates avant de demander, d'abord pacifiquement, un territoire à l'Empire byzantin, ce que l'empereur Justinien Ier refuse (v. 558). Continuant sa route vers l'ouest, il se retrouve en Germanie, en Thuringe, où il doit affronter le roi franc Sigebert Ier. En 566, ce dernier est battu sur les rives de l'Elbe et capturé. Bayan lui demande alors des subsides divers dont de la farine, des légumes et des troupeaux de moutons et de bœufs avant de signer un traité de paix avec les Francs.
Installé en Pannonie auprès des Lombards, il détruit avec ces derniers le royaume des Gépides dirigés par le roi Cunimond (v. 567), à la demande des Byzantins. En 568, il signe un traité avec le roi lombard Alboïn, qui décide d'envahir l'Italie, tout en autorisant au peuple lombard un droit de retour en Pannonie et en Norique valable deux siècles.
Maître des régions abandonnées par les Lombards et annexées aux vaincus gépides, il menace Byzance et bat l'empereur Tibère II en 574, avant de s'emparer de Sirmium et de sa région, tout en assujétant les tribus esclavones.
Bayan a comme successeur deux de ses fils anonymes
- l'aîné, mentionné dès 584/585 ;
- le cadet, qui ravage le Frioul en 610, manque de capturer par ruse l'empereur Héraclius vers 617-623 ; assiège Constantinople en 626, et disparaît avant 631/632.

## Sources
- Grégoire de Tours, Histoire des Francs.
- Thérèse Olajos, « La chronologie de la dynastie avare de Baïan. », Revue des études byzantines, t. 34,‎ 1976, p. 151-158 (DOI 10.3406/rebyz.1976.2050, lire en ligne)
- Vasil Gi︠u︡zelev, The proto-Bulgarians: pre-history of Asparouhian Bulgaria, University of Michigan: Sofia Press,‎ 1979 (présentation en ligne), p. 76